# 木内騒動
木内騒動（きうちそうどう）とは1951年の検察人事問題。

## 概要
1950年6月28日に内閣改造を実施した第3次吉田内閣で大橋武夫が法務総裁に就任。大橋総裁は同年7月に検事総長に就任した佐藤藤佐に「木内曽益最高検次長を地方に出そう」「後任は岸本義広」と伝えた。佐藤はこれを大橋の「希望」と捉えていたが、大橋は検事総長就任の「条件」としており、2人の解釈に違いがあった。
1951年1月に大橋は広島市で「一昨年五月以来異動がないので、検察内部の空気が沈滞している。人事で清新の気を吹き込みたい。」と述べて、木内を最高検次長から地方高検検事長に、岸本を広島高検検事長から最高検次長に異動させる動きを本格化させた。大橋は佐藤に「木内は札幌高検検事長に出す」と言った。検事長クラスの検察の序列は東京高検検事長、大阪高検検事長、最高検次長検事、名古屋高検検事長、広島高検検事長、福岡高検検事長、仙台高検検事長、札幌高検検事長、高松高検検事長の順である。検事総長の補佐役であり中枢にいて重要な役割を果たす立場の最高検次長検事が検事長の格として下から2番目のポストである札幌高検検事長に転出させられるのは左遷と受け止められた。
木内は最高検次長から地方高検検事長への異動提案に拒否姿勢を示し、検察庁法第25条に規定されている「検察官は前三条を除いて、その意思に反して、その官を失うことはない。但し、懲戒処分による場合は、この限りでない。」の条文から、最高検次長から検事長に移せば、「『官を失う』から検察庁法第25条違反」と主張した。
これに対し、大橋は「官とは検察官の事で、種類に関係はない。検察官を辞めさせるには同意がいるが、次長検事も検事長も認証官。違反ではない。」と合法を主張した。この解釈を取れば、内閣の意向で検事総長を平検事や副検事に格下げすることも可能であった。これに佐藤達夫法政意見長官や岡崎勝男内閣官房長官も同意した。
佐藤検事総長は大橋の人事案に拒否姿勢を示して木内に同調し、予定していた訪米を中止した。最高検には検察幹部20人が集結し、地方の検事正らが上京し、政府の人事介入に反発姿勢を示した。
3月4日に大橋は「異動は次の閣議にかける。検察庁法の解釈は法務庁がする。検察が結論をいう筋ではない。」と発表した。一方で政府・自由党内にも慎重論が広がり、吉田茂首相や佐藤栄作自由党幹事長らは木内の異動先を名古屋高検検事長とする妥協案も浮上し、大橋も同意したが木内からの反応はなかった。
検察では法律解釈では木内を支持するが、検察の威信保持のために検挙挙動を避け、佐藤検事総長に一任して円満解決を図ることで合意した。5日に佐藤検事総長は法務省幹部と協議をして各方面と徹夜で相談した。
木内は6日午前9時過ぎに検事総長公邸を訪ね、佐藤検事総長に辞表を提出し、その後で「内閣に動揺を与えるのは本意ではないので辞表を提出した。しかし、これは売られた喧嘩で、結果において私は負けたと思っていない。」「内閣が誤った誤った法律解釈をしたのでは内閣に一大汚点を残すので、強行措置を行う前に辞任した」と述べた。佐藤検事総長はこの日の午後に木内の辞表を大橋に渡し、大橋は一応慰留をすすめたが、結局受理されて木内は検察を去った。岸本を最高検次長に据えることを含めた一連の人事は3月7日に発令された。

## その他
- この騒動は戦前から連なる経済検察の連なる木内と思想検察に連なる岸本という検察内部の派閥抗争という側面で語られることもある。最高検次長となった岸本であるが、騒動については一切の沈黙を守り通していた[16]。木内派に連なる馬場義続は東京地検次席から東京地検検事正に異例の直接昇格を果たしたが、宿敵である岸本を東京駅で出迎えることを頑なに拒んだという[14]。人事を断行した大橋は「検察庁には二つの目玉がある。一つ目を抜いたから、次の目玉は馬場だ。」と語ったとされる[14][17]。騒動から半年が経過して、馬場が検事正を務める東京地検による捜査で大橋が刑事訴訟として嫌疑ががかる二重煙突事件が発生し、馬場は国会の証人喚問で捜査上の秘密を超えて「場合によっては直接取り調べる」と異例の証言をし、大橋は12月26日の内閣改造で法務総裁を退任して法務庁を去ったが、東京地検が大橋を直接取り調べた上で不起訴処分としたが、これも木内騒動の一部として語られることもある[18][19][20]。